# Numerus
Numerus – w wojskach rzymskich oddział lekkozbrojnej piechoty i jazdy, rekrutowany spośród ludów zależnych (podbitych) lub sprzymierzonych (sojuszniczych).  
Do służby w tych niewielkich jednostkach powstałych za panowania Hadriana, zaciągano żołnierzy z obcych ludów, z reguły rozmieszczając je z dala od terenu rekrutacji. Numeri zachowywały sposób uzbrojenia i taktykę walki ludów barbarzyńskich, ale dowodzili nimi rzymscy oficerowie – prepozyci (praepositi), dobierani spośród legionowych centurionów. Funkcjonowały one poza armią regularną (legionami) i jej wojskami pomocniczymi (auxiliami), operowały samodzielnie, przeznaczone na ogół do zadań specjalnych.
Składały się z dwóch centurii i liczyły od 120 do 160 żołnierzy; w konnicy odpowiednikiem był cuneus. Oddziały te zasadniczo stacjonowały w strefie nadgranicznej (limesu rzymskiego), m.in. na Wale Hadriana.